# Reiner Gies
Reiner Gies est un boxeur d'Allemagne de l'Ouest né le 12 mars 1963 à Kaiserslautern.

## Carrière
Sa carrière amateur est principalement marquée par une médaille de bronze remportée aux Jeux olympiques de Séoul en 1988 en poids super-légers.

### Jeux olympiques
- Médaille de bronze en -63,5 kg aux Jeux de 1988 à Séoul

## Référence
1. ↑  (en) Résultats des Jeux olympiques 1988 (amateur-boxing.strefa.pl)